# Scheibenfibel von Osthofen

Abbildungen der mit Runen beschrifteten Scheibenfibel von Osthofen

Die Scheibenfibel von Osthofen (KJ145; O36, SG-95) oder auch Runenfibel von Osthofen ist eine merowingerzeitliche fränkische Fibel aus dem rheinhessischen Osthofen, Landkreis Alzey-Worms, in Rheinland-Pfalz. Die aus bronzenem Pressblech gefertigte fragmentierte Schließe trägt eine Runeninschrift im älteren Futhark und wird um das Jahr 600 n. Chr. datiert. Die Inschrift wird als ein regionales Zeugnis der Zeit der Konversion vom heidnisch-germanischen Glauben zum Christentum gedeutet.

## Auffindung und Beschreibung
Die Scheibenfibel wurde unter unbekannten Umständen 1854 durch einen Laien gefunden und gelangte in den Besitz eines Gutsbesitzers vor Ort, der sie verschenkte. In der Folge gelangte das Objekt ins Depot des Landesmuseums Mainz (Inv.-Nr. 2280), wo sie heute nicht auffindbar ist. Vermutlich stammte die Fibel aus einem fränkischen Reihengräberfeld, das bei Osthofen gefunden wurde. Eine weitere Scheibenfibel aus Pressblech wurde ebenfalls in Osthofen gefunden und dem Museum geschenkt, die der runenbeschrifteten Fibel äußerlich von der Gestaltung und Fertigung sehr nahe kommt. Eine Nachbildung der beschrifteten Rückseite befindet sich im Römisch-Germanischen Zentralmuseum Mainz (Inv.-Nr. 462).
Die beschädigte Fibel, deren untere Hälfte abgebrochen ist, besteht aus zwei Bronzescheiben, die durch eine flache Holzscheibe oder Holzringe getrennt sind beziehungsweise getrennt waren. Der Durchmesser beträgt 5,7 cm. Die vordere Scheibe ist mit vergoldetem Bronzepressblech aufgelegt, das dekorativ verziert wurde. Der Rand der Scheibe ist durch ein umlaufendes Feld mit eingeritzten Dreiecken gefasst, es folgt ein ebenfalls umlaufendes Perlband. Dem folgt ein ebenfalls umlaufender Fries mit regelmäßigen Kreisen mit der Darstellung von Vögeln (vermutlich Tauben). Diese sind jeweils verbunden durch stilisierte Halbpalmetten. Das Mittelfeld ist ausgeschnitten, da es ursprünglich eine Einlage hatte als Träger für die rückseitige Nadelhalterung; diese Einlage fehlt. Zum Vergleich zeigt die andere besser erhaltene Pressblechfibel aus Osthofen hier eine „Maske en face“. Die rückseitige Grundplatte zeigt sieben konzentrische Kreise, zwischen deren äußersten zum Rand hin die Inschrift steht.

## Inschrift
Die Zeile der Runenschrift im älteren Futhark wird durch die zwei äußeren zur Verzierung geprägten Ringe am Rand bestimmt. Die Inschrift verläuft von links oben nach rechts zur Mitte hin und endet vor der Nadelhalterung. Nach Rudolf Hennings Untersuchungsergebnissen im ausgehenden 19. Jahrhundert wurden die Runen geübt und mit sicherer Hand mit einer spitzen Nadel (oder einem ähnlichen Werkzeug) eingeritzt. Durch Versuche, die Rückseite beziehungsweise die Inschrift zu reinigen, wurden die beiden letzten Runen vollständig und die drittletzte Rune teilweise zerstört. Der ursprüngliche Fundzustand ist durch detaillierte Fotografien gesichert. Die Inschrift war dennoch bereits vor diesen neuzeitlichen Eingriffen nicht klar lesbar. Weitere Lakunen aufgrund von Korrosionen und konstruktive Merkmale hatten Konjekturen veranlasst. Die sprachliche und textliche Deutung ist wegen der zustandsbedingten lexikalischen und grammatikalischen Schwierigkeiten bis heute nicht sicher.
ᚷᛟ‿⁝ᚠᚢᚱᚨᛞ‿ᚻᛞ‿ᛟᚠᛁᛚᛖ (†)
go[1?]⁝furad[1?](h)d(e)o(f)ile (1Z)
go[d] fura d[i](h) d(e)o(f)ile (1Z)
„Gott vor dich, Teufel †“
Die Rune Nr. 3 ist durch ein nachträgliches Nietloch oder Beschädigung fast zur Gänze eliminiert und wird durch die am unteren und oberen Lochrand erkennbaren Stab- und Zweigreste syntaktisch zur d-Rune ᛞ ergänzt und als Sequenz ᚷᛟᛞ god, „Gott“ gelesen.
Nach einem aus drei- oder vier Punkten geritzten Worttrenner folgt eine Sequenz ᚠᚢᚱᚨ, die als Adjektiv fura gelesen wird. Im später belegten althochdeutschen Wortschatz finden sich die Belege fora und furi = vorn, davor, (im) voraus; vorher, nach vorn, vorwärts, die Form fura ist weiter nicht belegt. Die althochdeutschen Belege gehen auf germanisch *fur(a) = vor, vor etwas, jemand (sein/stehen) zurück. Im auslautenden runeninschriftlichen -a (ᚨ) wird zur Erklärung eine idiomatische, lokale vordeutsche/voralthochdeutsche Form angenommen.
In der folgenden Sequenz ohne Worttrenner zwischen dem -a von fura und dem folgenden -d- ᛞ wird die durch Korrosion fast ganz zerstörte Rune Nr. 9 mit der i-Rune ᛁ ergänzt. Von Rune Nr. 10 sind lediglich zwei parallele von links oben nach rechts unten verlaufende Zweige erkennbar, sodass grundsätzlich die Möglichkeit zur Lesung als ᚨ (a) oder ᚻ h-Rune besteht. Insgesamt wird diese Sequenz als ᛞᛁᚻ, dih = dich gelesen. Der germanische stimmhafte Dental þ ist hier bereits zum stimmlosen d lautverschoben, ebenfalls ist der Verschlusslaut germanisch k zu h verschoben.
Die letzte Sequenz ᛞ‿ᛟᚠᛁᛚᛖ ist in der Forschung besonders in Hinsicht auf die Gesamtinterpretation diskutiert worden, ob sie als (griechischer) männlicher Personenname, latinisiert Teofilus oder als der Titel Teufel zu lesen ist. Lautlich ist die beschädigte Rune Nr. 12, von der, nach Autopsie durch Wolfgang Krause am Original, nur ein Stab deutlich erkennbar sei, der entweder als l-Rune ᛚ oder als e-Rune ᛖ zu ergänzen ist, in der Forschung als e entschieden. Die schwer lesbare Rune Nr. 14 wird hingegen von der älteren Forschung als f-Rune ᚠ bestimmt. In Bezug auf die Interpretation Krauses der Sequenz als deofile Teufel bemerkt er, dass im Gegensatz zur Verschiebung des þ im Schriftbild zum d in der Sequenz dih dies hier bei der Media  d noch nicht zum t erfolgt ist. Die letzte Rune Nr. 17 e wird als lateinisch beeinflusste Vokativendung erklärt.
Zum Abschluss folgt nach der Inschrift ein Zeichen  †, ein hoch über dem Niveau der Inschrift angesetztes schräg stehendes Kreuz. In der älteren bis ältesten Forschung (unter anderen Henning) wurde dieses Zeichen, das direkt an die Nadelhalterung anstößt, als g-Rune ᚷ gelesen.
Hingegen dieser herkömmlichen Lesungen wird die Inschrift durch Klaus Düwel, Robert Nedoma und Sigmund Oehrl als überkommen und nicht Sinn ergebend lesbar, insbesondere nach einer Autopsie am Original, bewertet aufgrund des schlechten Erhaltungszustandes der Inschrift insgesamt und im Detail in den Sequenzen die eine nachfolgende Deutung nicht solide gewährt. Sie transliterieren die Inschrift:
→gox(x):fuṛ!adxxdxxxxle?

## Deutung
In der neueren Forschung wird ein „christlicher Sinn“ der Runeninschrift gesehen. Durch die Datierung zum 7. Jahrhundert gehört sie zu den spätesten kontinentalen Runeninschriften überhaupt. Des Weiteren bildet die Fibel an sich typologisch mit weiteren Scheibenfibeln eine regionale Gruppe, die mediterrane und zugleich christliche Motive zeigt. Margarete Klein-Pfeuffer zeigt, dass Fibeln mit Vogel-Palmettenfries in stilisierter Form das christliche Motiv des von Tieren bewohnten Weinstocks darstellen. Historisch ist die Osthofener Scheibenfibel in den Kontext der fränkischen Einnahme Rheinhessens und der Pfalz nach 500 n. Chr. (Schlacht von Zülpich) zu stellen und des seit 451 verwaisten Mainzer Bischofssitzes, der ab Mitte des 6. Jahrhunderts neu besetzt wurde. Durch die Neubesetzung erlebte die Region einen Aufschwung der Missionierung und des kirchlichen Lebens. Dies zeigte sich durch archäologische Belege in der Alltagskultur und insbesondere in der Bestattungskultur (Bertichilde-Grabstein). In der Mittelrhein-Region setzte sich in dieser Zeit zunehmend eine fränkische Lapidarschrift durch, die runischen Einfluss auf die Form einiger Buchstaben deutlich zeigt. Zudem belegen die Osthofener Inschrift und die der Bügelfibel von Freilaubersheim, dass die Runenschrift noch bekannt und geläufig war.
Wolfgang Krause merkte an, dass „eine in allen Punkten überzeugende Deutung der Inschrift […] nicht möglich“ sei, dass aber unter allen Abwägungen der „ausgesprochene“ christliche Inhalt mit dem Wunsch, „dass Gott stets vor dem Teufel zu stehen habe“, die bisher „einigermaßen annehmbarste“ Interpretation sei.

Düwel, Nedoma, Oerhl lehnen die Deutungen von Krause und Jungandreas ab als vom fränkisch althochdeutschen Sprachstand her nicht haltbar. Unter den gegebenen Umständen lässt sich keine verlässliche Aussage machen.

„Es mag darin Christliches, wohl Apotropäisches, ethalten sein.“